# Голландский военный контингент в Ираке
Голландский военный контингент в Ираке — подразделение вооружённых сил Нидерландов, в 2003-2005 гг. принимавшее участие в войне в Ираке.

## История
В июле 2003 года правительство Голландии направило военный контингент в Ирак, который прибыл в южную часть страны. В августе 2003 года США передали управление городом Эс-Самава голландским войскам, здесь была создана укреплённая военная база "Camp Smitty" - ставшая местом постоянной дислокации голландских войск. В это время это была спокойная провинция и основными задачами голландских войск являлись охрана важных объектов инфраструктуры, патрулирование проходивших по территории мухафазы Мутанна дорог (по которым осуществлялось снабжение войск коалиции и иные грузоперевозки) и помощь формируемой местной полиции. Общая численность голландских войск в Ираке изначально составляла 1100 военнослужащих.
Кроме того, в августе 2003 года в "зелёной зоне" в центре Багдада начало работу голландское посольство. В январе 2004 года здание посольства обстреляли из гранатомёта - было выпущено две ракеты, одна из которых подожгла крышу. Пострадавших не имелось, начавшийся пожар был быстро потушен.
В ноябре 2004 года голландским правительством было принято решение о возвращении войск из Ирака после 15 марта 2005 года, что вызвало недовольство США. Тем не менее, в начале марта 2005 года военная база "Camp Smitty" была передана британским войскам, а во второй половине месяца начался вывод голландских войск и эвакуация техники и военного имущества (проходившие в несколько этапов в марте - июне 2005 года).
В июне 2014 года боевики "Исламского государства" начали масштабное наступление на севере Ирака, после чего положение в стране осложнилось. 29 июня 2014 года на занятых ИГИЛ территориях Ирака был провозглашен халифат. 5 сентября 2014 года на саммите НАТО в Уэльсе глава государственного департамента США Джон Керри официально обратился к главам МИД и министрам обороны Австралии, Великобритании, Германии, Дании, Италии, Канады, Польши, Турции и Франции с призывом присоединиться к борьбе с ИГИЛ. 22-23 сентября 2014 года США стали наносить авиаудары по занятым ИГИЛ районам Ирака. C 3 октября 2014 года в операции начала участвовать авиатехника ВВС Нидерландов (восемь F-16A с авиабазы Аль-Салти в Иордании).
В октябре 2017 года начала работу миссия Евросоюза в Ираке (в состав которой вошли специалисты из Голландии). В начале 2024 года в Ираке находились одна пехотная рота голландской армии, несколько десятков военных и гражданских специалистов в составе миссии НАТО, а также до 7 человек в составе миссии Евросоюза.

## Результаты
За двадцать месяцев 2003-2005 гг. через Ирак прошло около семи тысяч военнослужащих Нидерландов.
Потери голландского контингента в Ираке составили 2 военнослужащих убитыми и не менее 10 ранеными, также имелись заболевшие.
В перечисленные выше потери не включены потери «контрактников» сил коалиции (сотрудники иностранных частных военных и охранных компаний, компаний по разминированию, экипажи авиатехники, а также иной гражданский персонал, действующий в Ираке с разрешения и в интересах стран коалиции):
- по данным из открытых источников, в числе потерь «контрактников» международной коалиции в Ираке - не менее двух убитых граждан Нидерландов[12][13]